# Triple play
Treść tego artykułu może nie być zgodna z zasadami neutralnego punktu widzenia.
Dokładniejsze informacje o tym, co należy poprawić, być może znajdują się w dyskusji tego artykułu.
 Po wyeliminowaniu niedoskonałości należy usunąć szablon [[Szablon:Dopracować|]] z tego artykułu.
Triple Play (potrójna gra, potrójne granie lub potrójna usługa, często też jako 3Play) to w telekomunikacji usługa, która łączy w jednym pakiecie Internet, telefon oraz radiofonię i telewizję. Należy tę usługę postrzegać jako pewien model biznesowy, a nie jako rozwiązanie techniczne lub powszechny standard.
Triple play oferowane jest przez operatorów telewizji kablowej za pomocą kabla koncentrycznego oraz operatorów telekomunikacyjnych za pomocą jednoparowego kabla telefonicznego bądź światłowodu. Z wszystkich trzech usług użytkownik może korzystać równocześnie, gdyż poszczególne usługi nie kolidują ze sobą wykorzystując swoją odrębną część pasma, dzięki czemu sygnały wymienionych usług docierają do poszczególnych urządzeń bez żadnych zakłóceń i w tym samym czasie.
Zaletą telefonii internetowej jest to, że opłaty za połączenia są tańsze niż w przypadku tradycyjnej sieci telekomunikacyjnej. Często w obrębie tej samej sieci połączenia są bezpłatne.
Aby mieć telewizję w triple play nie trzeba kupować ani instalować anteny satelitarnej, ale wystarczy podłączyć telewizor przez dekoder do urządzenia rozprowadzającego sygnały (np. w przypadku Telekomunikacji Polskiej jest to urządzenie Livebox). W przypadku korzystania z usług operatora telewizji kablowej obraz telewizyjny jest dostarczany bez zmian przez zwykły kabel koncentryczny. Dzięki triple play można również wypożyczać filmy i programy telewizyjne (tzw. VoD – Video On Demand), co umożliwia usługa wideo na życzenie. Dobra jakość obrazu otrzymywana jest dzięki zastosowaniu wyższej przepustowości łącza oraz standardu kodowania (MPEG-4 part 10). Dzięki temu użytkownik bez żadnych zakłóceń otrzymuje cyfrowy dźwięk i obraz z jakością porównywalną do DVD. Komputer może być podłączony do Internetu poprzez urządzenie rozdzielające sygnał za pomocą portu USB, połączenia Ethernet lub bezprzewodowego WiFi.
Zastosowania triple play umożliwiają korzystanie z kolejnych, bardziej zaawansowanych usług multimedialnych, takich jak: Personal Video Recorder (cyfrowa rejestracja wybranych audycji), teległosowanie, gry TV itd. Dodając do triple play telefonię komórkową otrzymujemy następny poziom usług konwergentnych (zintegrowane w jeden pakiet telefonia stacjonarna (analogowa bądź cyfrowa/IP), telewizję, internet oraz telefonię komórkową).